# Zakhar Iefímenko
Zakhar Oleksàndrovitx Iefímenko (en ucraïnès Заха́р Олекса́ндрович Єфи́менко), nascut el 3 de juliol de 1985, és un jugador d'escacs ucraïnès. Obtingué el títol de Gran Mestre el 2002.
A la llista d'Elo de la FIDE de l'abril de 2023, hi tenia un Elo de 2577 punts, cosa que en feia el jugador (en actiu) número 19 d'Ucraïna, i el 287è millor jugador del rànquing mundial. El seu màxim Elo va ser de 2708 punts, a la llista de març de 2011 (posició 34 al rànquing mundial).

## Resultats destacats en competició

### Etapa juvenil
El 1999 Iefímenko va guanyar el Campionat del món Sub-14 a Orpesa (País Valencià). El mateix any, va formar part de l'equip nacional ucraïnès que va guanyar l'Olimpíada d'escacs sub-16 al Camp d'Artek, Ucraïna. Iefímenko ha guanyat des de llavors diversos torneigs, entre d'altres, el Stork Young Masters de 2001 a Hengelo, Països Baixos. Va obtenir també un primer lloc empatat amb Konstantin Landa a Fürth 2002,

### Etapa sènior
L'abril de 2005 empatà al segon lloc a l'Obert de Dubai, amb nou altres escaquistes (el campió fou Wang Hao). A finals de 2005, va participar en la Copa del món de 2005 a Khanti-Mansisk, un torneig classificatori per al cicle del Campionat del món de 2007, on tingué una bona actuació, eliminant Bartlomiej Macieja en primera ronda i Viorel Bologan a la segona; finalment perdé en tercera ronda (vuitens de final), i fou eliminat, contra el menorquí Paco Vallejo. Aquell mateix any, empatà al primer lloc al Gibtele.com Masters de Gibraltar amb Levon Aronian, Kiril Gueorguiev, Aleksei Xírov i Emil Sutovsky,
Iefímenko va guanyar el Campionat ucraïnès absolut el 2006. També el 2006 fou segon al 4t Memorial Marx Gyorgy a Hongria, (el campió fou Pendyala Harikrishna). El mateix any va formar part de l'equip ucraïnès que quedà en vuitè lloc a l'Olimpíada d'escacs de 2006 a Torí. El 2007, empatà als llocs 1r-6è amb Vitali Golod, Mateusz Bartel, Iuri Iàkovitx, Michael Roiz i Mikhaïl Kobalia a la 16a edició del torneig internacional Monarch Assurance de l'Illa de Man.
El 2008 formà part també de l'equip ucraïnès que quedà 4t a l'Olimpíada de Dresden (i ell mateix fou 5è en la classificació individual al 4t tauler) El maig de 2010, empatà als llocs 1r-2n amb Victor Bologan al 40è Torneig de Bòsnia a Sarajevo.
El juny de 2011 fou tercer al Campionat d'Ucraïna, a Kíev (el campió fou Ruslan Ponomariov).
Entre l'agost i el setembre de 2011 participà en la Copa del món de 2011, a Khanti-Mansisk, un torneig del cicle classificatori pel Campionat del món de 2013, i hi tingué una raonable actuació; avançà fins a la tercera ronda, quan fou eliminat per Ruslan Ponomariov (1½-2½).
El desembre de 2015 fou tercer al Campionat d'escacs d'Ucraïna amb 7 punts d'11, amb els mateixos punts que el campió Andrei Volokitin i segon classificat Martyn Kravtsiv. El desembre de 2015 fou 2-10è (desè en el desempat) de l'Al Ain Classic amb 6½ punts de 9 (els campió fou Wang Hao). El 2017 fou 12è al fort Festival d'Escacs de Zalakaros.